# La Mère porteuse (film)
Pour les articles homonymes, voir La Mère porteuse.
Pour plus de détails, voir Fiche technique et Distribution.
La Mère porteuse (hangeul : 씨받이 ; RR : Sibaji) est un film sud-coréen réalisé par Im Kwon-taek, sorti en 1987.

## Synopsis
Durant la période Joseon, Shin Sang-gyu et sa femme Yun, qui font partie d'une famille puissante, n'arrivent pas à avoir d'enfants. Sa mère et son oncle décide de recourir à une mère porteuse. Le choix de ce dernier se porte sur Ok-nyeo.

## Fiche technique
- Titre : La Mère porteuse
- Titre original : 씨받이 (Sibaji)
- Titre anglais : The Surrogate Woman
- Réalisation : Im Kwon-taek
- Scénario : Song Gil-han
- Photographie : Goo Joog-mo
- Montage : park Sun-duk
- Musique : Shin Pyong-ha
- Production : Jeong Do-hwan
- Société de production : Shin Han Films
- Pays d'origine : Corée du Sud
- Langue originale : coréen
- Genre : drame et historique
- Durée : 100 minutes
- Date de sortie : 
  - Corée du Sud : 21 mars 1987

## Distribution
- Kang Soo-yeon : Ok-nyeo
- Lee Goo-soon :
- Yeon Yang-ha : Shin Chi-ho, l'oncle de Shin Sang-gyu
- Han Eun-jin : la mère de Shin Sang-gyu